# أنقليس ثعباني فولري
أنقليس ثعباني فولري (الاسم العلمي: Ophichthus fowleri) هو نوع من الأنقليس، يتبع فصيلة الأنقليس الثعباني.